# 色性
色性即色彩的冷暖分别，也称色温。色彩学上根据心理感受，把颜色分为暖色（红、橙、黄）、冷色（青、蓝）和中性色（紫、绿、黑、灰、白）。在绘画、设计等中，暖/冷色分别给人以亲密/距离、温暖/凉爽之感。
成分复杂的颜色要根据具体组成和外观来决定色性。另外，人对色性的感受也受光线和邻近颜色的强烈影响。